# Gümüşsu, Kadışehri
Gümüşsu là một xã thuộc huyện Kadışehri, tỉnh Yozgat, Thổ Nhĩ Kỳ. Dân số thời điểm năm 2010 là 692 người.